# Фаркаждин
Фаркаждин (серб. Фаркаждин) — населённый пункт в Сербии, в Воеводине, Средне-Банатском округе, общине Зренянин.

## Население
В селе проживает 1386 жителей, из которых совершеннолетних 1114. Средний возраст — 41,7 года (мужчины — 39,9 года, женщины — 43,5 года). В населённом пункте 439 домохозяйств, среднее число членов в которых — 3,16 (данные переписи 2002 года).